# کاکتوس سرپنبه‌ای
کاکتوس سرپنبه‌ای (نام علمی: Echinocactus polycephalus) نام یک گونه از سرده کاکتوس‌های جوجه‌تیغی است.